# Sant Feliu del Racó
Sant Feliu del Racó es una municipal descentralizada perteneciente al término municipal de Castellar del Vallés en la comarca del Vallés Occidental, en la provincia de Barcelona, comunidad autónoma de Cataluña, España. 
Se encuentra en el margen derecho del río Ripoll, bajo el macizo de Sant Llorenç de Munt. 
Antiguamente, en los siglos IX y X era conocido como Sant Feliu de Valrà y posteriormente Sant Feliu de Castellar.

## Historia
Existen documentos del 986 que citan la iglesia de Sant Feliu del Racó, aunque el descubrimiento de una losa del ara del altar de época prerrománica supone que la iglesia fue construida sobre otro edificio anterior de los primeros tiempos del cristianismo.

## Demografía
| 792                        | 860 |
| (Fuente: [cita requerida]) |     |

## Fiestas
Aparte de las del municipio de Castellar del Vallés:
- Santa Quitèria, celebrada el 22 de mayo.
- Fiesta Mayor de Sant Feliu del Racó, celebrada el tercer fin de semana de julio.
- Cantades, celebrada el tercer fin de semana de julio.